# Erythroxylum laurifolium
Erythroxylum laurifolium är en tvåhjärtbladig växtart som beskrevs av Jean-Baptiste de Lamarck. Erythroxylum laurifolium ingår i släktet Erythroxylum och familjen Erythroxylaceae. Inga underarter finns listade i Catalogue of Life.

## Bildgalleri

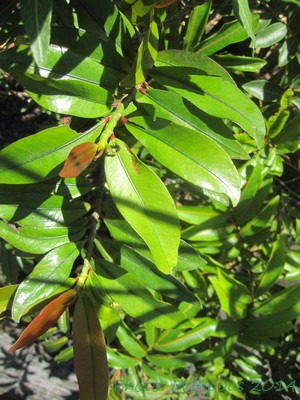